# Så lyktar än ett år sitt lopp
Så lyktar än ett år sitt lopp är en psalm skriven av Johan Olof Wallin.
|  |
|  |

## Publicerad i
- 1819 års psalmbok som nr 415 under rubriken "Morgon och afton".[1]